# Walt Dropo
Walter Dropo, detto Walt (Moosup, 30 gennaio 1923 – Peabody, 17 dicembre 2010), è stato un giocatore di baseball, cestista e giocatore di football americano statunitense.
Era soprannominato "Moose".

## Carriera
Da giocatore di baseball ha disputato 13 stagioni in Major League Baseball, ritirandosi nel 1961. In precedenza, durante gli anni del college alla University of Connecticut fu anche un affermato cestista e giocatore di football, al punto da venire scelto al primo giro al Draft BAA 1947 ed al nono nel Draft NFL dello stesso anno. Tuttavia Dropo preferì dedicarsi esclusivamente al baseball. Al suo primo anno da professionista, vinse il Major League Baseball Rookie of the Year Award.